# مسجد الاستغفار
مسجد الإستغفار هو مسجد يقع في سنغافورة .

## البناء
يتكون مسجد الإستغفار من ثلاثة طوابق، ويعد واحد من أحدث المساجد التي بُنيت مؤخرا في إطار المرحلة الثالثة من برنامج صندوق بناء المساجد، اكتمل بناء المسجد في شهر يونيو من 2000، المسجد يقع إلى الشرق جنبا إلى جنب مع باسير ريس الثالث، ويمكن أن يتعرف على المسجد من خلال القبة الزرقاء المعلقة التي يمتكها المسجد بالإضافة للهندسة المعمارية الإسلامية الحديثة، يمكن لمسجد الإستغفار أن تستوعب ما مجموعه 3300 مصلي في وقت واحد، يحتوي المسجد على مدارس دينية ورياض الأطفال، بالإضافة لقيامه بالعديد من الأنشطة خلال فترة المساء عندما يقيم الدروس الدينية للمسلمين .

## وصلات خارجية
- الموقع الرسمي لمسجد الإستغفار نسخة محفوظة 5 مارس 2016 على موقع واي باك مشين.
- التجوال الافتراضي في مسجد الإستغفار